# 고슴도치 (소설)
《고슴도치》(영어: The Porcupine)는 줄리언 반스의 1992년 장편소설이다. 소련과 동유럽 공산국가들이 몰락한 이후, 한 가상 국가에서 벌어지는 전 국가수반의 재판과, 그를 둘러싸고 벌어지는 혼란스러운 시대의 여러 단면들을 치밀하게 그려냈다. 이 재판은 동유럽 공산권 국가 지도자 중 35년의 최장기 집권 기록을 세운 불가리아 독재자 토도르 지프코프(1911~1998)의 재판을 모티브로 한 것이다. 대한민국에는 열린책들에서 신재실 번역으로 출간되었다.